# Klinisk mikrobiologi
Klinisk mikrobiologi är en medicinsk specialitet som innefattar att diagnostisera mikroorganismer (till exempel bakterier, virus och svampar) med olika tekniker. De mikrobiologiska teknikerna innefattar bland annat bakterieodling, DNA-påvisning, samt antikropps- och antigenpåvisning.